# Šampēteris
Šampēteris er en af Rigas 47 bydele (lettisk: apkaime, sing.) beliggende i Pārdaugava. Šampēteris har 5.332 indbyggere og dets areal udgør 136,60 hektar, hvilket giver en befolkningstæthed på 39 indbyggere per hektar.

## Eksterne kildehenvisninger
- Apkaimes – Rigas bydelsprojekt